# Phyllis Diller
Phyllis Ada Driver, ismertebb nevén Phyllis Diller (Lima, Ohio, 1917. július 17. – Brentwood, 2012. augusztus 20.) amerikai komika, színésznő és szinkronszínész. Egyedi stílust alakított ki, fellépései alkalmával rendkívül vad hajjal és feltűnő ruhákban jelent meg.
Szülei Perry and Frances Driver. A Bluffton College-ban tanult. Hat gyermeke volt.
Többek közt a Scooby-Doo újabb kalandjai című 1972-es rajzfilm első évadában szerepelt, itt saját magát alakította.

## Fiatalkora
Phyllis Ada Driver néven született az ohiói Lima városában, 1917. július 17-én. Apja Perry Marcus Driver (1862-1948) biztosítási ügynök, anyja Frances Ada (született Romshe; 1881-1949) volt. Családja német és ír származása miatt a vezetékneve eredetileg "Treiber" volt és csak később változtatta "Driver" névre. Metodistaként nevelkedett, de később ateista lett. A szülei már idősebbek voltak amikor megszületett (55, illetve 38 évesek), és emiatt Diller több hozzátartozóját fiatalon elvesztette. Ezek az élmények vezették el később ahhoz a felismeréséhez, hogy számára a stand-up karrier egyfajta terápia a fiatalkori traumák kezelésére.
Limában kezdett járni a Central High Schoolba és ott fedezte fel magán a tehetségét a szórakoztatásban. Bár nem igazán volt az osztály bohóca, "csendes és dedikált" diáknak nevezte magát, de élvezte, amikor az emberek nevettek rajta. Diller a Columbia College Chicagoban tanult zongorázni három évig a Sherwood zenei konzervatóriumban, de zenei karrierje kudarcba fulladt. Ezután a Bluffton Collegebe járt, ahol irodalmat, történelmet, pszichológiát és a filozófiát tanult. Itt találkozott későbbi férjével, Sherwooddal, akivel 1939-ben házasodott össze. Később 6 gyermekük született. Fiatal felnőtt éveiben Diller elsősorban háziasszonyként dolgozott, 5 gyermekét nevelte (a hatodik gyermek csecsemőkorában meghalt).

## Betegsége és halála
Ahogy Diller 80. születésnapjához közeledett, különböző betegségektől kezdett szenvedni. 1999-ben megállt a szíve egy kórházi tartózkodása alatt. Pacemakerrel látták el ezután, de problémái tovább fokozódtak mikor szervezete rosszul reagált a gyógyszerekre és megbénult. Fizikai kezelésnek köszönhetően képes volt újra járni. 90 éves korában, Diller visszavonult a stand-up comedy megjelenésektől.
2012. augusztus 20-án délelőtt természetes halállal halt meg Kaliforniai otthonában, 95 évesen. A családja szerint "mosollyal az arcán" érte a halál.

## Filmográfia

### Film
| Év   | Magyar cím                         | Eredeti cím                                         | Szerep                           | Magyar hang   |
| ---- | ---------------------------------- | --------------------------------------------------- | -------------------------------- | ------------- |
| 1961 | Ragyogás a fűben                   | Splendor in the Grass                               | Texas Guinan                     |               |
| 1966 |                                    | The Fat Spy                                         | Camille Salamander               |               |
| 1966 | Bocs, téves kapcsolás!             | Boy, Did I Get a Wrong Number!                      | Lily                             | Földi Teri    |
| 1966 | Bocs, téves kapcsolás!             | Boy, Did I Get a Wrong Number!                      | Lily                             | Molnár Zsuzsa |
| 1967 |                                    | Mad Monster Party?                                  | szörny társa (hangja)            |               |
| 1967 | Nyolcan szökésben                  | Eight on the Lam                                    | Golda                            |               |
| 1968 |                                    | The Private Navy of Sgt. O'Farrell                  | Nellie Krause nővér              |               |
| 1968 |                                    | Did You Hear the One About the Traveling Saleslady? | Agatha Knabenshu                 |               |
| 1969 | Mr. Zero három élete               | The Adding Machine                                  | Mrs. Zero                        | Csornai Irén  |
| 1975 | Napsugár fiúk                      | The Sunshine Boys                                   | előadóművész fiktív tévéműsorban |               |
| 1977 |                                    | The Great Balloon Race                              | ismeretlen szerep                |               |
| 1979 |                                    | A Pleasure Doing Business                           | Mrs. Wildebeest                  |               |
| 1982 |                                    | Pink Motel                                          | Margaret                         |               |
| 1988 |                                    | Doctor Hackenstein                                  | Mrs. Trilling                    |               |
| 1989 |                                    | Pucker Up and Bark Like a Dog                       | Mrs. Frasco                      |               |
| 1989 | Boldogan éltek, míg meg nem haltak | Happily Ever After                                  | Föld ősanya (hangja)             |               |
| 1989 |                                    | Hanna-Barbera's 50th: A Yabba Dabba Doo Celebration | önmaga                           |               |
| 1990 | Diótörő                            | The Nutcracker Prince                               | Egérkirálynő (hangja)            |               |
| 1991 |                                    | The Boneyard                                        | Miss Poopinplatz                 |               |
| 1991 |                                    | Wisecracks (dokumentumfilm)                         | önmaga                           |               |
| 1993 |                                    | The Perfect Man                                     | anya                             |               |
| 1994 | A báránysültek hallgatnak          | Il Silenzio dei Prosciutti                          | idős titkárnő                    | Fodor Zsóka   |
| 1997 |                                    | Peoria Babylon                                      | festménytulajdonps               |               |
| 1998 | Egy bogár élete                    | A Bug's Life                                        | Hangyakirálynő (hangja)          | Tábori Nóra   |
| 1999 |                                    | The Debtors                                         | Quaid nagyanyja                  |               |
| 1999 | A legdinkább diótörő               | The Nuttiest Nutcracker                             | Cukorsüveg tündér (hangja)       |               |
| 2000 |                                    | Everything's Jake                                   | Victoria Pond                    |               |
| 2002 |                                    | The Last Place on Earth                             | Mrs. Baskin                      |               |
| 2002 |                                    | Hip! Edgy! Quirky!                                  | Mrs. Higgenbothen                |               |
| 2004 | Kölykök két keréken                | Motocross Kids                                      | Louise                           |               |
| 2004 |                                    | West from North Goes South                          | pénztáros                        |               |
| 2005 |                                    | The Aristocrats                                     | önmaga                           |               |
| 2006 |                                    | Unbeatable Harold                                   | Mrs. Clancy                      |               |
| 2006 | Taták a tutiban                    | Forget About It                                     | Mrs. Hertzberg                   | Némedi Mari   |
| 2008 |                                    | Light of Olympia                                    | Pelops (hangja)                  |               |
| 2009 |                                    | The Hipsters                                        | ismeretlen szerep                |               |
| 2009 |                                    | Family Dinner (rövidfilm)                           | Liz O'Connell nagyi              |               |

### Televízió
- 1997-2012 - Gazdagok és szépek (TV Sorozat) ... Gladys Pope
- 2006 - Ki ölte meg az elektromos autót? (Who Killed the Electric Car) ... önmaga
- 2006 - Casper az Ijesztő Iskolában (Casper's Scare School) (szinkronhang)
- 2004 - Pindúr pandúrok (TV Sorozat) ... Mask Scara
- 2001-2002 - Titus (TV Sorozat) ... Grandma Titus
- 2001 - Nevess és szeress! (Kiss My Act) ... önmaga
- 1999 - Hé, Arnold! (TV Series) ... Mitzi
- 1999 - Texas királyai (TV Sorozat) ... Lillian
- 1998 - Halálbiztos diagnózis (TV Sorozat) ... önmaga
- 1998 - Animánia (TV Sorozat) ... Suzy Squirrel
- 1994 - A kis gézengúz (TV Sorozat) ... Madame Ouspenskaya
- 1991 - A bolygó kapitánya (TV Sorozat) ... Dr. Jane Goodair (szinkronhang)
- 1988 - Bír-lak (TV Sorozat) ... önmaga
- 1979-1982 - Szerelemhajó (TV Sorozat) ... Martha Morse / Viola Penny
- 1969 - A balfácán (TV Sorozat) ... Maxwell Smart

## További információ
- Phyllis Diller a PORT.hu-n (magyarul)
- Phyllis Diller az Internetes Szinkronadatbázisban (magyarul)
- Phyllis Diller az Internet Movie Database-ben (angolul)
- Phyllis Diller a Rotten Tomatoeson (angolul)